# Tsjechië op het Eurovisiesongfestival 2009
Tsjechië nam deel aan het Eurovisiesongfestival 2009 in Moskou, Rusland. Het was de derde deelname van het land op het Eurovisiesongfestival. ČT was verantwoordelijk voor de Tsjechische bijdrage voor de editie van 2009.

## Selectie
Ondanks hardnekkige geruchten dat het land geen zin meer zou hebben in deelname aan het songfestival, deed Tsjechië bij het Eurovisiesongfestival 2009 in Moskou wederom mee. Ditmaal besloot de Tsjechische omroep, in plaats van een nationale voorronde te houden, direct een vertegenwoordigende groep te kiezen. Dit werd de populaire band Gipsy.cz,Al in 2007 en 2008 nam Gipsy.cz deel aan de Tsjechische voorronde van het Eurovisiesongfestival. Het publiek mocht vervolgens uit twee liedjes kiezen, en koos voor "Aven romale'. Daarmee trad de groep voor Tsjechië aan tijdens het Eurovisiesongfestival 2009. Maar ook deze keer werd het een fiasco; Tsjechië kreeg geen enkel punt en strandde roemloos op de laatste plaats. Het betekende de derde afgang op rij en bovendien het voorlopige einde van de deelname van Tsjechië aan het Eurovisiesongfestival. Naast de tegenvallende resultaten zou er onder de Tsjechische bevolking ook nauwelijks interesse zijn in het liedjesfestijn.

### Nationale finale
| Lied         | Eindplaats |
| ------------ | ---------- |
| Aven Romale  | 1          |
| Do you wanna | 2          |

## In Moskou
Op het festival zelf in Rusland moest Tsjechië aantreden als 2de in de eerste halve finale, net na Montenegro en voor België.
Op het einde van de avond bleek dat Tsjechië op een 18de en laatste plaats was geëindigd en ontving geen enkel punt. Dit is tot op heden de laatste keer dat een land met 0 punten eindigde.
België had geen punten over voor deze inzending en Nederland zat in de andere halve finale.

### Gekregen punten

#### Halve Finale
| 12 punten | 10 punten | 8 punten | 7 punten | 6 punten |
| --------- | --------- | -------- | -------- | -------- |
|           |           |          |          |          |
| 5 punten  | 4 punten  | 3 punten | 2 punten | 1 punt   |
|           |           |          |          |          |

### Punten gegeven door Tsjechië

#### Halve Finale 1
Punten gegeven in de halve finale:
| 12 punten | Armenië               |
| 10 punten | IJsland               |
| 8 punten  | Bosnië en Herzegovina |
| 7 punten  | Malta                 |
| 6 punten  | Zweden                |
| 5 punten  | Turkije               |
| 4 punten  | Israël                |
| 3 punten  | Noord-Macedonië       |
| 2 punten  | Portugal              |
| 1 punt    | Wit-Rusland           |

#### Finale
Punten gegeven in de finale: (50/50)
| 12 punten | Armenië             |
| 10 punten | Azerbeidzjan        |
| 8 punten  | Rusland             |
| 7 punten  | Portugal            |
| 6 punten  | Verenigd Koninkrijk |
| 5 punten  | Oekraïne            |
| 4 punten  | Israël              |
| 3 punten  | Noorwegen           |
| 2 punten  | IJsland             |
| 1 punt    | Turkije             |

| 12 punten | Portugal            |
| 10 punten | Verenigd Koninkrijk |
| 8 punten  | Israël              |
| 7 punten  | Armenië             |
| 6 punten  | Rusland             |
| 5 punten  | Turkije             |
| 4 punten  | IJsland             |
| 3 punten  | Moldavië            |
| 2 punten  | Malta               |
| 1 punt    | Frankrijk           |

| 12 punten | Azerbeidzjan          |
| 10 punten | Armenië               |
| 8 punten  | Israël                |
| 7 punten  | Noorwegen             |
| 6 punten  | Rusland               |
| 5 punten  | Griekenland           |
| 4 punten  | Bosnië en Herzegovina |
| 3 punten  | IJsland               |
| 2 punten  | Moldavië              |
| 1 punt    | Turkije               |

2007 · 2008 · 2009 · 2010-2014 · 2015 · 2016 · 2017 · 2018 · 2019 · 2020 · 2021 · 2022 · 2023 · 2024 · 2025